# Exelastis pavidus
Exelastis pavidus is een vlinder uit de familie vedermotten (Pterophoridae). De wetenschappelijke naam van deze soort is voor het eerst geldig gepubliceerd in 1889 door Meyrick.
De soort komt voor in tropisch Afrika.